# 松浦市立星鹿小学校
松浦市立星鹿小学校（まつうらしりつ ほしかしょうがっこう、Matsuura City Hoshika Elementary School）は、長崎県松浦市星鹿町下田免にある公立小学校。

## 概要
歴史
1874年（明治7年）に創立。2014年（平成26年）に創立140周年を迎えた。
校章・校歌
校区
「長崎県松浦市星鹿町」の青島を除く全域。中学校区は松浦市立御厨中学校。

## 沿革
- 1874年（明治7年）10月 - 第五大学区長崎県管下第四中学区[2]松浦郡の小学校として「星鹿小学校」が開校。場所は星鹿北久保免字杉山、訓導（教諭）は鳥井並之助、当初の児童数は9名。
- 1875年（明治8年）10月 - 青島分教場を設置。
- 1877年（明治10年）- 金泉寺跡に移転。この時の児童数50名。訓導は森栄太郎。
- 1878年（明治11年）- 郡制の施行により、北松浦郡に属することとなる。
- 1881年（明治14年）-「公立中等星鹿小学校」に改称。
- 1886年（明治19年）
  - 4月 - 小学校令の施行により、「尋常星鹿小学校」に改称。青島分教場が分離し、簡易青島小学校として独立。
  - 11月15日 - 志佐村浦免に「長崎県第十六高等小学校」が設置される。北松浦郡の中の11村を学区とする。
- 1887年（明治20年）- 志佐町無量寺跡の寺屋が長崎県第十六高等小学校の仮校舎となる。また高等小学校の寄宿舎が設置される。
  - 高等小学校の学区は広く、通学困難な児童を対象に寄宿舎が設置された。
- 1889年（明治22年）4月1日 - 町村制の施行により、尋常星鹿小学校が星鹿村立の小学校となる。
- 1890年（明治23年）- 長崎県第十六高等小学校の新校舎が志佐町に完成。
- 1892年（明治25年）4月 - 「星鹿尋常小学校」に改称（「尋常」の位置が変わる）。
- 1893年（明治26年）
  - 長崎県第十六高等小学校が廃止され、志佐高等小学校が開設される。
  - 簡易青島小学校を統合の上、青島分教場とする。
- 1899年（明治32年） - 高等科を併置し、「星鹿尋常高等小学校」に改称。西校舎を増築。
- 1900年（明治33年）- 東校舎を増築。
- 1908年（明治41年）4月1日 - 小学校令の改正により、義務教育年限（尋常科の修業年限）が4年から6年に延長されたことにより、尋常科5・6年を設置。
- 1916年（大正5年）- 星鹿農業補習学校を併設。
- 1941年（昭和16年）
  - 1月1日 - 星鹿村と御厨村が合併し、新御厨町が発足。これにより新御厨町立の小学校となる。
  - 4月1日 - 国民学校令の施行により、「新御厨町星鹿国民学校」に改称。尋常科を初等科に改める。
- 1944年（昭和19年）4月1日 - 青島分教場が分離し、「新御厨町青島国民学校」として独立。
- 1947年（昭和22年）4月1日 - 学制改革（六・三制の実施）により、「新御厨町立星鹿小学校」が発足。
- 1955年（昭和30年）4月15日 - 松浦市の発足により、「松浦市立星鹿小学校」（現校名）に改称。
- 1966年（昭和41年）- 鉄筋コンクリート造2階建ての新校舎が完成。
- 2014年（平成26年）
  - 3月 - 鉄筋コンクリート造2階建ての新校舎が完成。
  - 8月 - 運動場が整備される。

## アクセス
最寄りのバス停
- 松浦観光バス「星鹿」バス停

最寄りの国道・県道
- 長崎県道256号星鹿港線

## 周辺
- 松浦市立星鹿公民館・星鹿コミュニティセンター・星鹿地域運動場
- 星鹿郵便局
- 松浦警察署星鹿町警察官駐在所
- 羽黒神社
- 木本神社

## 関連事項
- 長崎県小学校一覧